# Hole-in-the-Wall (Herefordshire)
Hole-in-the-Wall – wieś w Anglii, w hrabstwie Herefordshire. Leży 16 km na południowy wschód od miasta Hereford i 176 km na zachód od Londynu.